# Сімпсон (Пенсільванія)
Сімпсон (англ. Simpson) — переписна місцевість (CDP) в США, в окрузі Лекаванна штату Пенсільванія. Населення — 1336 осіб (2020).

## Географія
Сімпсон розташований за координатами 41°35′43″ пн. ш. 75°28′47″ зх. д. / 41.59528° пн. ш. 75.47972° зх. д. (41.595283, -75.479695).  За даними Бюро перепису населення США в 2010 році переписна місцевість мала площу 2,30 км², з яких 2,29 км² — суходіл та 0,01 км² — водойми.

## Демографія
Згідно з переписом 2010 року, у переписній місцевості мешкало 1275 осіб у 569 домогосподарствах у складі 325 родин. Густота населення становила 554 особи/км².  Було 656 помешкань (285/км²).
Расовий склад населення:
| - 95,5 % — білих - 0,9 % — чорних або афроамериканців - 0,5 % — азіатів - 0,4 % — корінних американців |

До двох чи більше рас належало 2,0 %. Частка іспаномовних становила 3,4 % від усіх жителів.
За віковим діапазоном населення розподілялося таким чином: 21,0 % — особи молодші 18 років, 60,6 % — особи у віці 18—64 років, 18,4 % — особи у віці 65 років та старші. Медіана віку мешканця становила 40,3 року. На 100 осіб жіночої статі у переписній місцевості припадало 100,8 чоловіків;  на 100 жінок у віці від 18 років та старших — 95,9 чоловіків також старших 18 років.
Середній дохід на одне домашнє господарство  становив 50 984 долари США (медіана — 33 971), а середній дохід на одну сім'ю — 61 158 доларів (медіана — 44 375). За межею бідності перебувало 14,6 % осіб, у тому числі 15,7 % дітей у віці до 18 років та 11,4 % осіб у віці 65 років та старших.
Цивільне працевлаштоване населення становило 594 особи. Основні галузі зайнятості: освіта, охорона здоров'я та соціальна допомога — 23,6 %, виробництво — 19,0 %, мистецтво, розваги та відпочинок — 9,1 %, публічна адміністрація — 8,9 %.